# Buxus pilosula
Buxus pilosula är en buxbomsväxtart som beskrevs av Ignatz Urban. Buxus pilosula ingår i släktet buxbomar, och familjen buxbomsväxter. Inga underarter finns listade i Catalogue of Life.